# Valladolid (Negros Occidental)
Valladolid is een gemeente in de Filipijnse provincie Negros Occidental. Bij de laatste census in 2007 had de gemeente bijna 35 duizend inwoners.

## Geografie

### Bestuurlijke indeling
Valladolid is onderverdeeld in de volgende 16 barangays:
| - Alijis - Ayungon - Bagumbayan - Batuan - Bayabas - Central Tabao - Doldol - Guintorilan | - Lacaron - Mabini - Pacol - Palaka - Paloma - Poblacion - Sagua Banua - Tabao Proper |

## Demografie
Valladolid had bij de census van 2007 een inwoneraantal van 34.895 mensen. Dit zijn 2.319 mensen (7,1%) meer dan bij de vorige census van 2000. De gemiddelde jaarlijkse groei komt daarmee uit op 0,95%, hetgeen lager is dan het landelijk jaarlijks gemiddelde over deze periode (2,04%). Vergeleken met de census van 1995 is het aantal mensen met 3.515 (11,2%) toegenomen.